# 加賀見進
加賀見 進（かがみ すすむ、1982年〈昭和57年〉4月22日 - ）は、日本の実業家・農業経営者。山梨県山梨市出身。 株式会社PlayestJAPAN代表取締役。

## 略歴
東京、大阪でのサラリーマン生活を経て、2009年に山梨県山梨市で桃農家を継ぐ。以来、地道に作付面積を拡げ、地区屈指の規模を誇る桃農園へと成長させた気鋭の若手農家。2018年からは、高齢化が進む県内果樹農家の将来に危機感を抱く仲間2人と、山梨のプレミアムフルーツを全国に届けるプロジェクトチーム「未来農業 Short Legs Group」を設立。消費者視点の果樹栽培に加え、食育を通じた果樹農業の活性化にも取り組んでいる。
2023年12月、令和の虎『通販版 Tiger Funding』]に出演し、通販の虎ECサイト掲載権を獲得。山梨県産100％シャインマスカット極上スパークリングワインが絶賛された。
- 令和の虎『通販版 Tiger Funding』【前編】(2023年12月15日放送分)[1]youtube
- 令和の虎『通販版 Tiger Funding』【後編】(2023年12月15日放送分)[2]youtube
- 令和のウラ【その後の挑戦とは！】(2023年12月21日放送分)[3]youtube

また、エンディングの際、主宰の岩井良明氏からビジネス理論を高く評価されていた。

## 主な活動
- 2016年SLG（Short Legs Group）結成[4]。
- 2017年および2018年、山梨ファーマーズフォーラム開催：山梨県では民間主導では初となる100人を超える農業者が主体となっておこなったイベント[5]。
- 2018年、山梨県観光大使就任[6]。
- 2018年、JAXA スペースピーチプロジェクト開始：JAXAの日本食プログラムに参画[7]。
- 2019年、PlayestJAPAN設立（平成31年2月21日）[8]。
- 2019年、NAP（Next Agri Project）登壇[9]。
- 2019年、青木フルーツホールディングスと業務提携　シャインマスカットの省エネ栽培を本格的に始動[10]。
- 2019年、内閣府地方創生支援事業による、山梨県立大学×拓殖大学×Short Legs Group「ハタチの畑プロジェクト」へ講師として参画[11]。
- 2021年、三井物産（株）、(株)サンホープ、竹下正哲とともに、ぶどう及び桃の多収栽培の共同実験開始[12]。
- 2020年11月20日、拓殖大学にて「教育ルネサンス」改革改善の取組の中で、『今もっとも注目されている農業「果樹」の課題と展望』をテーマとして非常勤講師を担当[13]。

## 関連記事
- やまなしの瞬【シュン！】Vol.22[14]。

## 関連著名人
- 岩井良明
- 島田隆史
- 松下直人
- 佐々木貴史
- 林尚弘
- 桑田龍征
- 竹下正哲